# Lambert Chaumont
Pour les articles homonymes, voir Chaumont.
Lambert Chaumont, en religion Lambert de Saint Théodore, né vers 1630-1635 dans la principauté de Liège, mort à Huy le 23 avril 1712 est un musicien wallon.

## Biographie
Lambert Chaumont suit sa formation au carmel de Liège (1649-1651) et prend le nom de religion de Lambert de Saint Théodore, puis il étudie au carmel de Reims. Il est ordonné prêtre et devient ensuite curé de Saint-Martin (1672) puis de la paroisse Saint-Germain (1688) à Huy, ville située entre Namur et Liège, jusqu'à sa mort. Les détails de sa vie de carme et de compositeur sont peu connus ; elle semble se dérouler sans événement notable.

## Œuvres
Quant à la musique, Chaumont est un autodidacte, ce qui ne l'empêche pas de jouer de l'orgue avec talent, de composer pour son instrument et de s'intéresser aux problèmes de tempérament au point d'inventer une méthode d'accord à 6 tierces majeures pures.
Il laisse un livre de pièces d'orgue Pièces d’orgue sur les huit tons, soit 111 pièces au total, dans les huit modes ecclésiastiques, qui l'apparente indiscutablement à l'École française d'orgue : cet ouvrage est publié en 1695, dans la même décennie que ceux de Couperin et de Grigny. De plus, il a édité un livre sur la maladie de la peste.

## Discographie
- Suites du Livre d'Orgue - Hubert Schoonbroodt à l'orgue de Saint Maximin de Thionville - CD Koch/Schwann 3-1278-2 (enregistrement juillet 1970)
- Pièces d'orgue - Serge Schoonbroodt (Orgue Boizard de Saint-Michel-en-Thiérache) - CD Tempéraments (1998) (OCLC 406365357)

## Partitions gratuites
- IMSLP  Suites pour orgue; pièces de clavecin.